# Répertoire national des métiers
Le Répertoire national des métiers est un jeu de données produit par l'Institut national de la propriété industrielle à partir des répertoires des métiers maintenus par les chambres des métiers et de l'artisanat qui constitue un registre public des entreprises artisanales.
En France, le répertoire des métiers est le document officiel qui recense tous les artisans. Ces derniers ont l'obligation de s'y inscrire. Le répertoire est tenu au niveau de chaque chambre de métiers et de l'artisanat, qui exerce à ce titre une mission de service public.
Le répertoire s'est d'abord appelé le registre des métiers. Il a été créé par la loi du 27 mars 1934 et il est entré en fonction en 1936. Il était alors tenu par le tribunal de commerce. La loi du 1er mars 1962 le transforme en répertoire des métiers. Depuis le 1er janvier 2023, le répertoire des métiers n'existe plus.